# Limnephilus ademiensis
Limnephilus ademiensis là một loài Trichoptera trong họ Limnephilidae. Chúng phân bố ở miền Cổ bắc.